# Bucculatrix paliuricola
Bucculatrix paliuricola är en fjärilsart som beskrevs av Kuznetsov 1956. Bucculatrix paliuricola ingår i släktet Bucculatrix och familjen kronmalar. Inga underarter finns listade i Catalogue of Life.